# Liphistius negara
Espèce
Liphistius negara est une espèce d'araignées mésothèles de la famille des Liphistiidae.

## Distribution
Cette espèce est endémique du Pahang en Malaisie péninsulaire,.

## Description
Le mâle holotype mesure 27,94 mm et la femelle paratype 22,00 mm.

## Étymologie
Son nom d'espèce lui a été donné en référence au lieu de sa découverte, le parc national de Taman Negara.

## Publication originale
- Schwendinger, 2017 : A revision of the trapdoor spider genus Liphistius (Mesothelae: Liphistiidae) in peninsular Malaysia; part 1. Revue Suisse de Zoologie, vol. 124, no 2, p. 391-445.